# Siemens S6

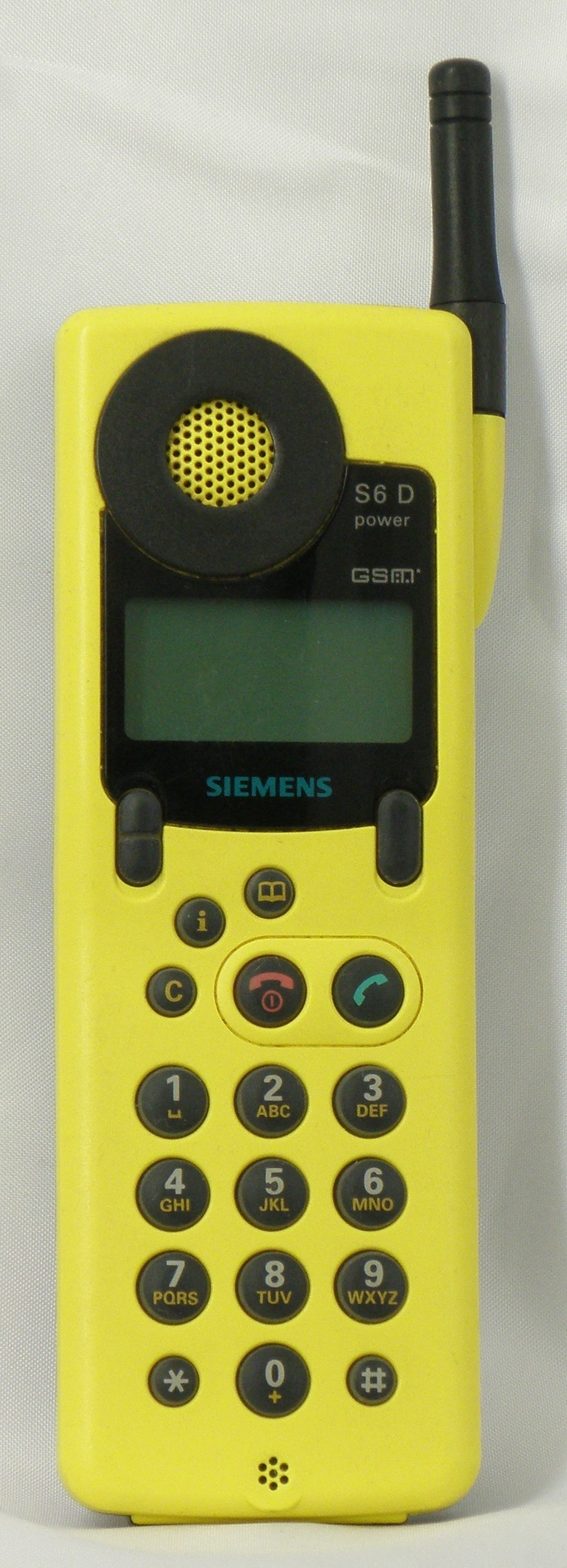
S6 D in gelb

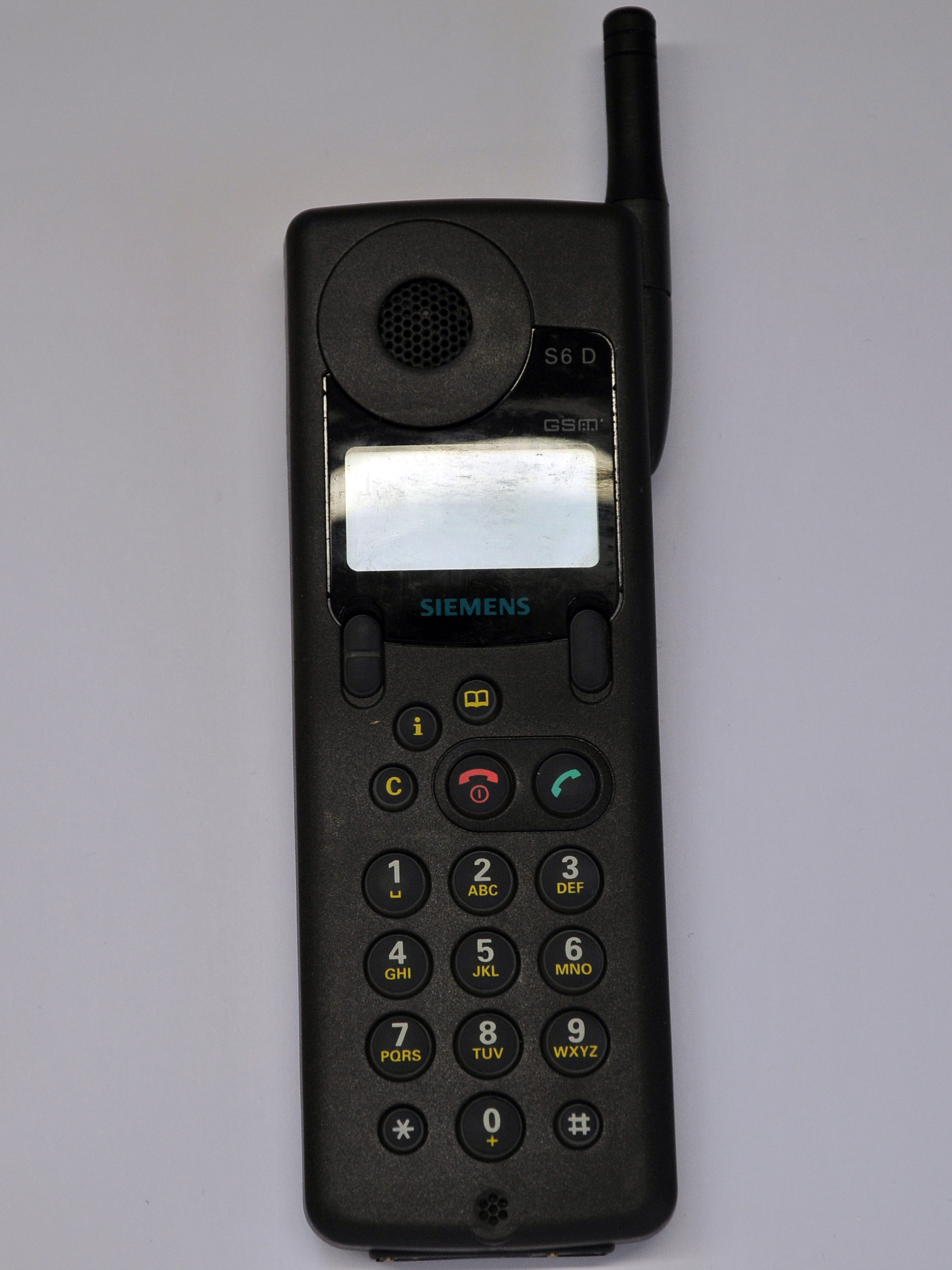
Siemens S6

Siemens S6 war ein Mobiltelefonmodell von Siemens Mobile. Es wurde 1996 als Nachfolger des Modells S4 auf den Markt gebracht und als Einsteigergerät vermarktet. Im Folgejahr erschien bereits das ähnliche Nachfolgemodell E10 D; S6-Geräte wurden aber mindestens noch bis 1998 produziert.
Es gab die Varianten S6 (D) (auch als power mit größerem Akku) für die D-Netze in Deutschland und internationale GSM-900-Netze sowie S6 PCN (später als E power) für E-Plus und später Viag Interkom in Deutschland und die wenigen DCS1800-Netze in Europa (v. a. Orange). Das Gehäuse hat die Größe (H × B × T) 159 mm × 55 mm × 22 mm und wird nach unten hin noch flacher, so dass es eins der flachsten seiner Zeit war, allerdings auf Kosten der auch damals schon großen Breite und Höhe, die durch die feste Antenne noch erhöht wurden. Die D-Netz-Variante gab es auch in poppigen Farben. Das graphische Display kann nicht nur Zeichen darstellen und hat eine Auflösung von 97 × 33 px monochrom. Das Gewicht mit dem kleinen Akku beträgt 165 g, mit dem großen 180 g.
Der Akku war ein 3,6 V / 700 oder 1000 mAh Li-Ionen-Akku, während die meisten Mobiltelefone zu dieser Zeit noch NiMH-Akkus hatten. Dies reichte beim kleinen Akku für max. 30 Stunden Standby, beim großen 60 Stunden, oder jeweils 4 Stunden Sprechzeit. Der Einführungspreis war 699 DM, es wurde aber bereits 1997 in Prepaid-Packs, z. B. bei E-Plus Free & Easy weitaus günstiger angeboten.